# Farrea mexicana
Farrea mexicana är en svampdjursart som beskrevs av Wilson 1904. Farrea mexicana ingår i släktet Farrea och familjen Farreidae. Inga underarter finns listade i Catalogue of Life.